# 肠浒苔
肠浒苔（学名：Enteromorpha intestinalis），是绿藻植物浒苔属下的一个种。